# Приютский переулок
Прию́тский переу́лок — переулок в Тверском районе Москвы, проходящая между улицами Бутырский вал и Новолесной, пересекая Новолесной переулок.

## Происхождение названия
Назван в начале XX века по находившемуся в начале переулка (точнее, на Бутырском Камер-Коллежском Валу, д.26) приюта для вдов и мальчиков-сирот при храме Василия Александрийского попечительства.
В 1938 году проезд переименован в переулок.

## Описание
Приютский переулок начинается от улицы Бутырский Вал (между домами 26 и 28), поднимаясь на юг у дома 3 резко поворачивает на север к Новолесной улице. На этом участке слева к нему примыкает Новолесной переулок (д.5). Движение по Приютскому переулку от Бутырского Вала до Новолесного переулка одностороннее, от Новолесного переулка до примыкания к Новолесной улице двухстороннее.
На перекрестке с Новолесным переулком обустроен пешеходный переход, установлены соответствуюшие дорожные знаки.
Проезд от Приютского переулка на Лесную улицу по дворовой территории закрыт (установлен дорожный знак и шлагбаум).
На прилегающих к Приютскому переулку территориях имеются несколько закрытых парковочных пространств для жителей микрорайона.